# Chicomurex superbus
Chicomurex superbus, tên tiếng Anh: superb murex, là một loài ốc biển, là động vật thân mềm chân bụng sống ở biển thuộc họ Muricidae, họ ốc gai.

## Miêu tả
Kích thước vỏ ốc trong khoảng 40 mm và 85 mm

## Phân bố
This species is found amongst seamounts and knolls ở vùng bể Mascarene, along North Queensland và Nhật Bản.